# Tôm chì
Pandalidae là một họ trong các loài tôm thực sự. Các loài này thường được gọi là Tôm pandalid. Chúng có thể ăn được và có giá trị kinh tế cao. Đây là một họ và đại diện của những họ trong khu vực nhiệt đới là gọi là tôm biển sâu. Chi Physetocaris đôi khi được đặt trong họ này, bây giờ được coi thành viên riêng Physetocarididae.

## Các loài
- Anachlorocurtis Hayashi, 1975
- Atlantopandalus Komai, 1999
- Austropandalus Holthuis, 1952
- Bitias Fransen, 1990
- Calipandalus Komai & Chan, 2003
- Chelonika Fransen, 1997
- Chlorocurtis Kemp, 1925
- Chlorotocella Balss, 1914
- Chlorotocus A. Milne-Edwards, 1882
- Dichelopandalus Caullery, 1896
- Dorodotes Bate, 1888
- Heterocarpus A. Milne-Edwards, 1881b
- Miropandalus Bruce, 1983
- Notopandalus Yaldwyn, 1960
- Pandalina Calman, 1899
- Pandalopsis Bate, 1888
- Pandalus Leach, 1814
- Pantomus A. Milne-Edwards, 1883
- Peripandalus De Man, 1917
- Plesionika Bate, 1888
- Procletes Bate, 1888
- Pseudopandalus Crosnier, 1997
- Stylopandalus Coutière, 1905